# Stadtwerke Remscheid
Die Stadtwerke Remscheid GmbH, kurz SR, sind ein Nahverkehrsunternehmen der Stadt Remscheid und Mitglied im Verkehrsverbund Rhein-Ruhr (VRR).

## Geschichte

### Straßenbahn bis 1922
Am 31. Dezember 1891 wurde durch den Kommerzienrat Robert Böker bei der Stadt Remscheid der Antrag auf den Bau und Betrieb einer meterspurigen elektrischen Straßenbahn gestellt. Die Stadt war bereit, von den geschätzten 750.000 Reichsmark Baukosten 300.000 Reichsmark zu übernehmen und stellt der zu gründenden Gesellschaft am 10. Mai 1892 einen Finanzierungsvertrag in Aussicht. Am 27. Juni 1892 wurde die AG Remscheider Straßenbahn gegründet und erteilte der Union-Elektricitäts-Gesellschaft den Auftrag, ein Kraftwerk, die Gleise und die Oberleitungen zu bauen.
Am 9. Juli 1893 ging sie auf den Abschnitten von Remscheid-Markt nach Vieringhausen und Hasten in Betrieb. Der Abschnitt in der alten Bismarckstraße war mit einer Steigung von 10,8 % der damals steilste Straßenbahnabschnitt im Deutschen Reich. Am 13. Juli 1894 wurde der Abschnitt bis Hauptbahnhof eröffnet und die Linie von Vieringhausen bis dort verlängert. An der Kreuzung mit der Eisenbahn in der Bismarckstraße bestand das Verbot die Schiene der Reichsbahn einzuschneiden. Diese führte dazu, dass die Querung der Gleise extrem holprig war und es des Öfteren zu Entgleisungen kam. Um dies zu vermeiden, ließ man die Fahrgäste an dieser Stelle die Fahrzeuge wechseln. Erst nachdem die Kreuzung am 2. Dezember umgebaut war, fanden wieder durchgehende Fahrten statt. Am 4. Januar 1884 wurde die Strecke nach Vieringhausen um 0,6 Kilometer verlängert.
Eine Besonderheit der Straßenbahnen in Remscheid waren die Entgleisungsweichen vor Bahnübergängen und auf steilen Streckenabschnitten. Hier waren die Weichen mittels Federn auf Entgleisen gestellt. Während der Überfahrt mussten die Weichen vom Schaffner auf Durchfahrt gehalten werden. Anschließend sprangen sie wieder auf Entgleisen zurück. Damit sollte ein unkontrolliertes Fahren über die Bahnübergänge verhindert oder zu schnelle Nutzung der Steilstrecken vermieden werden.
In den kommenden Jahren wurden die folgenden Abschnitte eröffnet:
23. Dezember 1898: Vieringhausen – Güldenwerth
11. November 1899: Hasten, Arthurstraße – Hasten, Kaiser-Wilhelm-Straße
19. Oktober 1900: Unterführung unter Reichsbahn an der Bismarckstraße
15. Dezember 1900: Bliedinghausen – Dicke Eiche
29. Mai 1901: Alleestraße – Stadtpark
15. August 1901: Hasten – Kaiser-Wilhelm-Straße – Wartehalle
17. Mai 1903: Stadtpark – Stadtparkhalle
8. April 1909: Stadtpark – Parkstraße – Königstraße
30. November 1912: Dicke Eiche – Ehringhausen, Krankenhaus
31. Juli 1913: Güldenwerth – Reinshagen

### Wermelskirchener-Burger Eisenbahn
Die Wermelskirchener-Burger Eisenbahngesellschaft Wermelskirchen AG wurde am 7. April 1888 gegründet. Vorausgegangen waren ab 1882 verschiedene Auseinandersetzungen, besonders im Burger Stadtrat, über die richtige Streckenführung und die Rentabilität der Strecke. Auch gab es Auseinandersetzungen mit der Staatsbahn über die Einführung in den Bahnhof Wermelskirchen und Pachtforderungen für die Mitbenutzung derer Grundstücke. Das Aktienkapital betrug 360.000 Mark, wovon jeweils 120.000 Mark auf die Städte Burg und Wermelskirchen entfielen, 120 000 Mark brachten Privatleute auf. Auch hierüber gab es heftige Auseinandersetzungen im Burger Stadtrat. Der Bau der Strecke durch die Localbahn-Bau und Betriebs-Gesellschaft Wilhelm Hostmann & Co. aus Hannover begann am 20. April 1889 und bereits am 1. April 1890 erfolgte die Eröffnung. Schon ab September hatte es Arbeitszüge zum Bau der Eschbachtalsperre gegeben. Die Bahn war als Bahn untergeordneter Bedeutung konzessioniert, damit war der Betrieb aufwendiger als bei den ab 1892 eingeführten Kleinbahnen. Schon während des Baues war wegen gestiegener Baukosten die Erhöhung des Aktienkapitals um 140.000 Mark nötig. der Burger Stadtrat stimmte wegen Aussichtslosigkeit gar nicht über eine Erhöhung des Burger Anteils ab, und so übernahmen die Stadt Wermelskirchen 60.000 Mark, und der Kreis Lennep 40.000 Mark, 40.000 Mark kamen von der Fa. Hostmann, der Stadt Remscheid und Privatleuten. Der Verkehr entwickelte sich nicht so wie geplant, befriedigend war er nur an den Wochenenden, wo teilweise zehn Zugpaare verkehrten. Der Güterverkehr blieb meist unter 10.000 Tonnen pro Jahr. So gab es jedes Jahr Betriebsverluste. Am 17. und 18. November 1897 erwarb die Westdeutsche Eisenbahn-Gesellschaft aus Köln die Aktien der Bahn, sie bezahlte dabei nur 30 % des Nennwertes. Die Strecke wurde bis 1899 elektrifiziert und an der Lenneper Straße in Remscheid mit der AG Remscheider Straßenbahn verbunden.
Am 7. Juni 1907 wurde der Abschnitt von der Lenneper Straße über Lennep nach Lüttringhausen eröffnet. Am 14. August wurde die Strecke von der Bahnhofstraße nach Halbach in Betrieb genommen. Am 14. Mai 1908 kam der Abschnitt von Burg nach Krahenhöhe hinzu. Damit hatte man Anschluss an die Straßenbahn Solingen.
Die Bahn hatte damit eine Länge von 29,2 Kilometern. Durch den gestiegenen Personen- und Güterverkehr wurden die Gleisanlagen extrem abgenutzt. Durch die Lohnerhöhungen im Jahr 1918 und das Ausbleiben der Zuschüsse aus den Gemeinden kamen Verluste von 500.000 Mark zusammen. Das führte zu einem nachlassenden Interesse der WeEG an der Strecke und die Tochtergesellschaft VKA, die auch den Betrieb geführt hatte, begann 1921 mit dem Abbruch der Gleise zwischen Halbach und Lennep. Am 1. April 1922 wurde die Bahn von der AG Remscheider Straßenbahn aufgekauft. Der Abschnitt zwischen Burg und Krahenhöhe ging in den Besitz der Straßenbahn Solingen über.

### Bis 1945
Die Remscheider Straßenbahn sanierte die Strecke der Wermelskirchener-Burger Eisenbahn und nahm am 24. Mai 1922 die Verbindung von Lenneper Straße bis Strandbad an der Talsperre in Lennep in Betrieb. Diese Strecke wurde am 12. August aus wirtschaftlichen Gründen wieder eingestellt. Durch die Inflation verkehrten ab dem 12. Oktober nur noch zwei Linien in Remscheid: Von Hasten über Handweiser zum Krankenhaus und von Güldenwerth über den Markt und Handweiser in die Lenneper Straße. Zwischen dem 10. März und dem 29. April 1923 war der Betrieb vollständig eingestellt. Nachdem die IHK Zuschüsse zugesagt hatte, wurde der Verkehr wieder aufgenommen. Als die Zuschüsse ausblieben, stellte man den Verkehr vom 24. September bis zum 24. November erneut ein. Erst nach der Währungsreform wurde ab dem 16. März 1924 wieder ein regulärer Betrieb aufgenommen.
1926 verkehrten folgende Linien:
10 Hasten – Markt – Stachelhausen – Amtsgericht – Parkstraße
30 Ehringhausen – Hauptbahnhof – Markt – Alleestraße – Amtsgericht – Reinshagen
40 Reinshagen – Amtsgericht – Markt – Hauptbahnhof – Ehringhausen – Burg
50 Markt – Lenneper Straße – Talsperre – Wermelskirchen
60 Lennep Nord – Lenneper Straße – Handweiser – Markt – Rathaus – Stadtpark
Es kamen folgende Strecken hinzu:
1925: Handweiser – Bliedinghausen
1926: Handweiser – Lenneper Straße
1927: Verlängerung in der Alleestraße
Um die Modernisierungen und die Streckenerweiterungen durchführen zu können, wurden Anleihen von 966.000 Gulden und 182.000 US-Dollar aufgenommen. Daraufhin wurden folgende Erweiterungen vorgenommen:
10. September 1927: Blumenstraße – Brüderstraße – Schauspielhaus
2. Oktober 1929: Lennep Nord – Lüttringhausen
26. November 1929: Lüttringhausen – Tannenhof und Wermelskirchen Bahnhof – Wermelskirchen Friedrichstraße
Ende 1929 wurden auf nunmehr 45,29 Kilometern Gleis sieben Linien mit einer Streckenlänge von 56,7 Kilometern betrieben. Das Netz hatte damit seine größte Ausdehnung erfahren. Am 7. Oktober 1930 wurde der Abschnitt Talsperre – Preyersmühle stillgelegt.
Während des Zweiten Weltkrieges litt der Verkehrsbetrieb zunächst nur unter Material- und Personalknappheit. Ab 1941 kam es aufgrund von Bombenschäden immer wieder zu Betriebsunterbrechungen. Bei einem Angriff am 31. Juli 1943 wurden die Wagenhalle und ein Großteil des Oberleitungsnetzes zerstört. Weitere Bombenangriffe zerstörten immer wieder Teile des Netzes und des Wagenparks. Am 15. April 1945 wurde der Betrieb bei Einmarsch der US-amerikanischen Truppen eingestellt.

### Nach dem Zweiten Weltkrieg
Nach dem Krieg begann der Wiederaufbau des Streckennetzes der Straßenbahn und am 1. Januar 1949 waren wieder acht Linien in Betrieb. Ab dem 1. Juli 1950 wurde das Netz umstrukturiert und es wurden sieben Linien bedient. 1951 kam es zu einer weiteren Änderung des Angebotes, indem auch die Anbindung der Stadtteile durch Buslinien erfolgte. 1955 gab es folgende Verkehrslinien der Stadtwerke (Streckenabschnitte in Klammern nur zeitweilig):
Straßenbahnlinien
010 Remscheid-Hasten – Schöne Aussicht – Markt – Unterführung – Handweiser – Lenneper Str. – Bökerhöhe
020 Stadtpark – Rathaus – Markt – Unterführung – Handweiser – Lenneper Str. – Struck – Talsperre – Wermelskirchen
030 Stadtpark – Rathaus – Markt – Unterführung – Handweiser – Rosenhof – Krankenhaus – Ehringhausen – Burg
110 Remscheid-Hasten – Schöne Aussicht – Markt – Unterführung – Handweiser – Rosenhof (Spätverkehr nur sonntags)
120 Stadtpark – Rathaus – Markt – Handweiser – Lenneper Str. (– Struck) (nur werktags, kein Abendverkehr)
130 Stadtpark – Rathaus – Markt – Unterführung – Handweiser – Rosenhof – Krankenhaus – Ehringhausen
150 Wuppertal-Elberfeld, Neumarkt – W-Cronenfeld – Remscheid-Hasten – Schöne Aussicht – Markt – Remscheid, Unterführung (Gemeinschaftsverkehr mit den Wuppertaler Stadtwerken)
Buslinien
040 Reinshagen, Hackland – Solinger Str. – Amtsgericht – Rathaus – Markt – Unterführung – Bökerhöhe – Lennep – Lüttringhausen, Rathaus
060 (Müngstener Brücke –) Morsbach – Solinger Str. – Amtsgericht – Rathaus – Markt
070 (Sieperhöhe –) Feld – Hölterfeld – Parkstr. – Amtsgericht – Stachelhausen – Markt – Unterführung (– Fichtenhöhe)
080 Hensberg – Stachelhausen – Markt
100 Rathaus – Markt – Unterführung – Clarenbach – Goldenberg – Tannenhof – Lüttringhausen, Rathaus (10 G: – Spieckerlinde – Grünental) / (10 H: – Herbringhausen)
140 Rathaus – Markt – Unterführung – Bökerhöhe – Kreishaus – Lennep, Mollplatz (nur mo–sa morgens, sa mittags, mo–fr nachmittags/abends)
170 Hasten, Kirche – Feld – Schöne Aussicht – Clarenbach
180 Kremenholl – Stachelhausen – Markt – Steinberg, Schule
190 Grenzwall – Trecknase – Lennep, Kreishaus – Bismarckplatz – Mollplatz – Hackenberg – Bismarckplatz – Hasenberg – Bismarckplatz – Trecknase – Grenzwall
200 Rathaus – Solinger Str. – Reinshagen – Westhausen – Burg, Schloß – Eschbachtal – Preyersmühle (– Wermelskirchen Bf) / (– Strandbad – Talsperre)
210 Remscheid, Rathaus – Markt – Handweiser – Lenneper Str. – Bökerhöhe – Lennep, Kreishaus – Lennep Bf – Bismarckplatz – Krebsöge – Radevormwald (Gemeinschaftsverkehr mit Kraftverkehr Wupper-Sieg)
220 Remscheid-Lennep, Kreishaus – Bismarckplatz – Ringstraße – Grünental – Dahlhausen – Dahlerau (Gemeinschaftsverkehr mit der Deutschen Bundesbahn)
230 Remscheid, Rathaus – Markt – Handweiser – Bliedinghausen – Preyersmühle – Wermelskirchen – Belten – Bergisch-Born – Winterhagen – Hückeswagen – Hämmern – Wipperfürth (Gemeinschaftsverkehr mit Kraftverkehr Wupper-Sieg)
300 (Remscheid, Rathaus – Markt –) Clarenbach – Grund – Oelingrath – Westen
1955 wurden einige Streckenabschnitte der Straßenbahn stillgelegt, so dass nur noch sechs Linien übrig waren. Am 5. Januar 1958 wurden nach Umbau des zentralen Umsteigepunktes Friedrich-Ebert-Platz in der Nähe des Marktes drei weitere Linien eingestellt. Die letzte Straßenbahnlinie der Stadtwerke Remscheid, von Hasten nach Ehringhausen, wurde am 10. April 1969 eingestellt. Seitdem sind die Stadtwerke Remscheid ein reiner Omnibusbetrieb.

## Eigentümer und Beteiligungen
Alleiniger Eigentümer der Stadtwerke Remscheid ist die Stadt Remscheid. Die Stadtwerke sind Alleineigentümer des Parkplatzbetreibers Park Service Remscheid GmbH und des Schwimmbadbetreibers H2O GmbH. Außerdem sind die Stadtwerke an folgenden Unternehmen beteiligt (Stand 2017):
- EWR GmbH (Öffentliches Versorgungsunternehmen, 60 %)
- AWG Abfallwirtschaftsgesellschaft mbH Wuppertal (Entsorgungsunternehmen, 24,97 %)
- Elba Omnibusreisen GmbH (Busunternehmen, 25 %)
- Kom9 GmbH & Co. KG (Zusammenschluss von Energieversorgungsunternehmen, 4,27 %)
- BEG Entsorgungsgesellschaft mbH (Entsorgungsunternehmen, 45 %)
- GEWAG Wohnungsaktiengesellschaft Remscheid (Wohnungsunternehmen, 33,95 %)

## Buslinien
Folgende Buslinien werden im Remscheider Stadtgebiet von den Stadtwerken Remscheid, teilweise in Gemeinschaft mit anderen Verkehrsunternehmen, im Tag- bzw. Nachtverkehr betrieben.

### Tagverkehr
Diese folgenden Linien verkehren täglich bis 21 Uhr:
| Linie     | Linienverlauf | Unternehmen                                 | Takt |
| --------- | --- | ------------------------------------------- | --- |
| 240 (VRS) | RS-Lennep – Bergisch Born – Wermelskirchen Mitte | SR und RVK                                  | werktags 60 Min. (HVZ 30 Min.), Wochenende 60 Min. |
| 615       | W-Elberfeld Mitte – Universität – Hahnerberg – Cronenfeld – RS-Hasten – Remscheid Mitte                                                                                             | SR und WSW                                  | werktags 20 Min. (10 Min. zwischen Hasten und RS-Mitte zsm. mit 653), Wochenende 30 Min. |
| 652       | Remscheid Mitte – Zentralpunkt – Struck – Talsperre – Belten – Wermelskirchen Mitte – Am Stadtrand (Teilstrecke: Wk-Mitte – Am Stadtrand 2018 durch RVK-Linie 271 übernommen)       | SR                                          | werktags 60 Min. (HVZ 30 Min.), Wochenende 60 Min. |
| 653       | Hasten – Remscheid Mitte – Zentralpunkt – Mannesmann – Ehringhausen – Solingen-Burg                                                                                                 | SR                                          | werktags 20 Min. (10 Min. zwischen Hasten und RS-Mitte zsm. mit 615), Wochenende 30 Min. |
| 654       | (Solingen-Burg –) RS-Reinshagen – Güldenwerth – Remscheid Mitte – Neuenkamp – Bökerhöhe – Lennep Mitte – Lüttringhausen Mitte – Klausen                                             | SR                                          | werktags 20 Min., Wochenende 30 Min. (alle 60 Min. von/nach SG-Burg Mo–So) |
| 655       | Stadtpark – RS-Mitte – Zentralpunkt – Mixsiepen – Bökerhöhe – Lennep Mitte – Hackenberg (– Alt-Hackenberg ab 2019 aufgegeben)                                                       | SR                                          | werktags 20 Min., Wochenende 30 Min. |
| 657       | Hasten – Stockden – RS-Mitte – Blumental | SR                                          | werktags angenäherter 30-Minuten-Takt, Wochenende 60 Min. |
| 658       | Müngsten – Morsbach – Güldenwerth – Stockden – Stadtpark – RS-Mitte – Rosenhügel – Zentralpunkt – Falkenberg                                                                        | SR                                          | werktags 20–40 Min. (zusammen mit der 673 20-Minuten-Takt Rosenhügel – RS-Mitte; Stadtpark – Müngsten alle 60 Min.), Wochenende 60 Min. (30-Minuten-Takt mit 673)                                            |
| 660       | Kremenholl – RS-Mitte – Clarenbach – Goldenberg – Lüttringhausen Mitte | SR                                          | werktags 20 Min., Wochenende 30 Min. |
| 664       | Remscheid Mitte – Fichtenhöhe – Hohenhagen – Bökerhöhe – Hasenberg – Lennep Mitte                                                                                                   | SR                                          | werktags 20 Min. (an Schultagen HVZ alle 10 Min. RS-Mitte – Hohenhagen), Wochenende 30 Min. |
| 666       | Lüttringhausen Mitte – (Grünenplatz) – Großhülsberg – Grünenplatz – Lüttringhausen Mitte                                                                                            | SR                                          | werktags 20–40 Min. (zwei Fahrten/Stunde durchgehend von 660 in der HVZ), samstags 6 Fahrten |
| 669       | (Grenzwall –) RS-Lennep Mitte – Hackenberg (– Cluse – (Frielinghausen) – Grünental – Wuppertal-Beyenburg)                                                                           | SR und WSW (nur Fahrten von/nach Beyenburg) | (60 Min. zwischen Grenzwall und Lennep) werktags 20 Min. bis Hackenberg (60 Min. in der NVZ/ 20–40 Min. in der HVZ bis Beyenburg), samstags 30 Min. bis Hackenberg (60 Min. bis Beyenburg), sonntags 60 Min. |
| 670       | Honsberg – RS-Mitte – Steinberg – Clarenbach (– W-Ronsdorf) | SR                                          | werktags 20 Min. Honsberg – Clarenbach (60 Min. in der NVZ/20–40 Min. in der HVZ Honsberg – W-Ronsdorf), Wochenende 30 Min. Honsberg – Steinberg (60 Min. Honsberg – W-Ronsdorf)                             |
| 671       | RS-Lennep Mitte – Krebsböge – Rvw-Herbeck – Radevormwald Mitte | SR und OVAG                                 | werktags 60 Min. (HVZ 20–40 Min.), Wochenende 60 Min. |
| 672       | Remscheid Mitte – Zentralpunkt – Struck – Talsperre – Ortlinghaus – Wermelskirchen Mitte – Wk-Krankenhaus (Teilstrecke: Wk-Mitte – Krankenhaus 2018 durch RVK-Linie 270 übernommen) | SR                                          | werktags 60 Min. (HVZ 30 Min.), Wochenende 60 Min. |
| 673       | Nordstraße/TBR – RS-Mitte – Rosenhügel – Mannesmann – Bliedinghausen – Talsperre | SR                                          | alle 60 Min. (bis Bliedinghausen), alle 120 Minuten bis Talsperre |
| 675       | Baisiepen – Zentralpunkt – RS-Mitte (– Stadtpark – Königstraße – Hasten – Rath) ab RS Mitte Ringlinie                                                                               | SR                                          | werktags 30 Min., Wochenende 60 Min. |
| 680       | Stockden – Königstraße – Hasten – Clarenbach – Westen / Clemenshammer | SR                                          | werktags 6 Fahrten pro Tag, Wochenende kein Verkehr |

### Nachtverkehr
Diese folgenden Linien verkehren täglich ab 21 Uhr:
| Linie | Linienverlauf | Takt          |
| ----- | --- | ------------- |
| NE 12 | Remscheid Mitte – Rosenhügel – Zentralpunkt – Struck – (bei Bedarf Baisiepen – Falkenberg)- Mannesmann – Bliedinghausen – Wermelskirchen Mitte – Belten – Talsperre – Struck – Zentralpunkt – Rosenhügel – Remscheid Mitte | stündlich     |
| NE 13 | Remscheid Mitte – Güldenwerth – Reinshagen – SG-Burg – Ehringhausen – Mannesmann – Zentralpunkt – Hohenhagen – Fichtenhöhe – Remscheid Mitte                                                                               | stündlich     |
| NE 14 | Remscheid Mitte – Zentralpunkt – Mixsiepen – Bökerhöhe – Hasenberg – Lennep Mitte – Hackenberg – Lennep Mitte Ost – Lüttringhausen Mitte – Goldenberg – Clarenbach – Remscheid Mitte                                       | stündlich     |
| NE 15 | W-Elberfeld Mitte – Universität – Hahnerberg – Cronenfeld – RS-Hasten – Remscheid Mitte | halbstündlich |
| NE 16 | Remscheid Mitte – Clarenbach – Goldenberg – Lüttringhausen Mitte – Klausen – W-Ronsdorf – Halbach – Klausen – Lüttringhausen Mitte – Lennep Mitte – Bökerhöhe – Neuenkamp – Remscheid Mitte                                | stündlich     |
| NE 17 | Remscheid Mitte – Stadtpark – Steinberg (bei Bedarf Rath) – Hasten – Stockden Königstraße – Hasten – Steinberg Nordstraße – Remscheid Mitte                                                                                | stündlich     |
| NE 18 | Remscheid Mitte – Stadtpark – Stockden – Güldenwerth – Reinshagen – Güldenwerth – (bei Bedarf Müngsten – Morsbach) – Stadtpark – Remscheid Mitte                                                                           | stündlich     |
| NE 19 | Remscheid Mitte – Fichtenhöhe – Hohenhagen – Bökerhöhe – Lennep Mitte – Hasenberg – Hackenberg – Radevormwald Bergerhof – Radevormwald Mitte – Lennep Mitte Ost – Bökerhöhe – Mixsiepen – Rosenhügel – Remscheid Mitte     | stündlich     |
| NE 20 | Remscheid Mitte – (bei Bedarf Blumental) – Honsberg – Kremenholl – Remscheid Mitte | stündlich     |

## Fahrzeugbestand

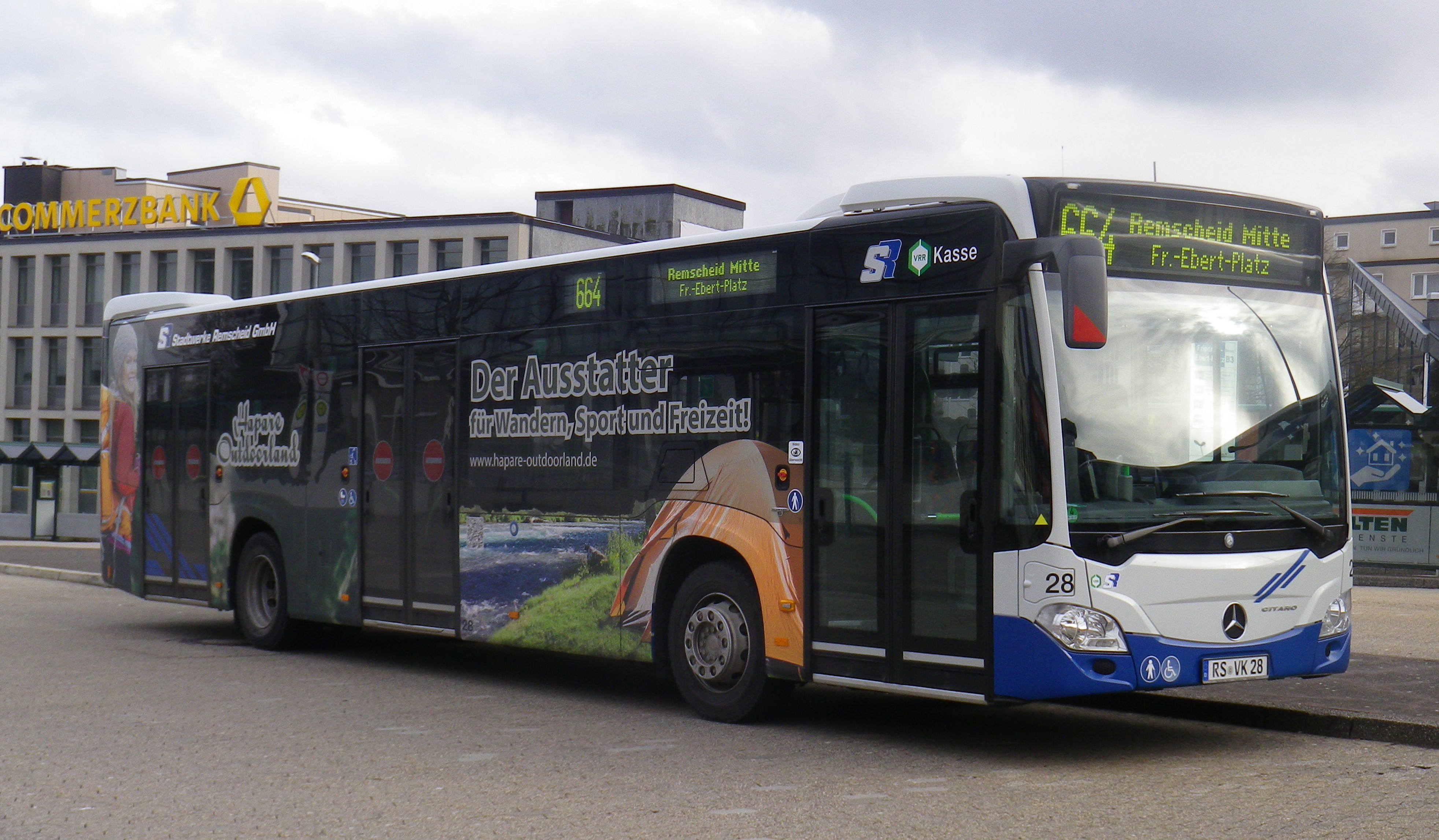
KOM 28 im März 2015 auf dem Friedrich-Ebert-Platz als einer der ersten Solobusse in Remscheid mit drei Türen

Der Fuhrpark der Stadtwerke Remscheid besteht aus 89 Niederflur-Linienbussen mit Dieselantrieb. Darunter befinden sich 65 Solo- und 24 Gelenkbusse. Die neueren „Mild-Hybrid“-Wagen werden durch einen Elektromotor unterstützt.
Zwischen April 2018 und Mai 2022 wurden sukzessive alle Fahrzeuge mit kostenfreiem WLAN für Fahrgäste ausgestattet. Die seit Dezember 2018 beschafften Busse verfügen darüber hinaus über USB-Ladesteckdosen an den Haltestangen.
Die Stadtwerke Remscheid planen eine Umstellung des Fuhrparks auf Elektrobusse. Ab dem Jahr 2024 sollen die ersten batteriebetriebenen Fahrzeuge eingesetzt werden. Grundlage für das Vorhaben war ein erfolgreich verlaufener Testbetrieb im Linienverkehr zwischen Oktober 2021 und März 2022 mit zehn verschiedenen Bussen von acht Herstellern.
Die Kfz-Kennzeichen werden seit den 1970er Jahren grundsätzlich nach einem einheitlichen Muster vergeben. Das Unterscheidungszeichen lautet stets „RS“ als Abkürzung für die Stadt Remscheid. Als Erkennungsnummer erhalten Solobusse „VK“ und Gelenkzüge „VL“, gefolgt von der jeweiligen Betriebsnummer. Bei Gelenkbussen entfällt dabei die führende Eins.
| Art       | Hersteller                    | Modell                  | Baujahr | Betriebsnummern |
| --------- | ----------------------------- | ----------------------- | ------- | --------------- |
| Solobus   | MAN                           | Lion’s City A21         | 2009    | 51–58           |
| Solobus   | Mercedes-Benz (Daimler Buses) | O 530 Citaro Facelift   | 2007    | 2–10            |
| Solobus   | Mercedes-Benz (Daimler Buses) | O 530 Citaro Facelift   | 2008    | 11–13           |
| Solobus   | Mercedes-Benz (Daimler Buses) | O 530 Citaro Facelift   | 2010    | 160–168         |
| Solobus   | Mercedes-Benz (Daimler Buses) | O 530 Citaro Facelift   | 2013    | 15–24           |
| Solobus   | Mercedes-Benz (Daimler Buses) | Citaro C2               | 2014    | 25–29           |
| Solobus   | Mercedes-Benz (Daimler Buses) | Citaro C2 Mild-Hybrid   | 2018    | 60–64           |
| Solobus   | Mercedes-Benz (Daimler Buses) | Citaro C2 Mild-Hybrid   | 2019    | 65–69           |
| Solobus   | Mercedes-Benz (Daimler Buses) | Citaro C2 Mild-Hybrid   | 2020    | 30–33           |
| Solobus   | Mercedes-Benz (Daimler Buses) | Citaro C2 Mild-Hybrid   | 2021    | 34–40           |
| Gelenkbus | Mercedes-Benz (Daimler Buses) |                         |         |                 |
| Gelenkbus | Mercedes-Benz (Daimler Buses) | O 530 Citaro Facelift G | 2008    | 136–138         |
| Gelenkbus | Mercedes-Benz (Daimler Buses) | O 530 Citaro Facelift G | 2011    | 139–142         |
| Gelenkbus | Mercedes-Benz (Daimler Buses) | O 530 Citaro Facelift G | 2012    | 143–147         |
| Gelenkbus | Mercedes-Benz (Daimler Buses) | Citaro C2 G Mild-Hybrid | 2020    | 101–106         |
| Gelenkbus | Mercedes-Benz (Daimler Buses) | Citaro C2 G Mild-Hybrid | 2021    | 107–111         |